# Сексенбаев, Берикказы Толеубекович
Берикказы Толеубекович Сексенбаев (род. 25 июля 1967 года) — советский и казахстанский спортсмен (хоккей на траве).

## Карьера
В 1988-92 годах играл в алма-атинском «Динамо».
До окончания карьеры играл в малайзийских клубах.
В чемпионате СССР и России провёл 109 игр. Трёхкратный чемпион СССР (1988, 1990, 1991), Финалист Кубка СССР (1990).
Дважды включался в список 22 лучших хоккеистов года (1990—1991).
В сборной СССР и СНГ в 1988-92 годах провёл 41 игру. Участник Олимпиады — 1992, чемпионата мира 1990 года и чемпионата Европы 1991 года годов. Победитель турнира «Дружба-1990».

## Образование
Выпускник Казахского ГИФКа (1991), КазНУ им. Аль-Фараби, кандидат юридических наук